# Espacio substoneano
En topología, un espacio substoneano es un espacio de Hausdorff localmente compacto tal que dos subconjuntos disjuntos abiertos compactos σ tienen cierres compactos disjuntos. Análogamente, un espacio F (introducido por Gillman y Henriksen (1956)), es un espacio completamente regular de Hausdorff para el cual cada ideal finitamente generado del anillo de funciones continuas de valor real es principal, o de manera equivalente, cada función continua de valor real {\displaystyle f} puede escribirse como {\displaystyle f=g|f|} para alguna función continua de valor real {\displaystyle g}. Cuando se trata de espacios compactos, los dos conceptos significan lo mismo, pero en general, son diferentes. La relación entre los espacios substoneanos y los espacios F se estudia en Henriksen y Woods, 1989.

## Ejemplos
Los espacios de Rickart y los conjuntos corona de espacios de Hausdorff compactos σ localmente compactos son espacios substoneanos.